# هیده‌تاکا یوشیئوکا
هیده‌تاکا یوشی‌اوکا (انگلیسی: Hidetaka Yoshioka؛ زادهٔ ۱۲ اوت ۱۹۷۰) یک هنرپیشه، و خواننده-ترانه‌سرا اهل ژاپن است. وی از سال ۱۹۷۵ میلادی تاکنون مشغول فعالیت بوده‌است.
از فیلم‌ها یا برنامه‌های تلویزیونی که وی در آن نقش داشته است می‌توان به سریال از سرزمین شمالی، غروب جاودان محله سوم، قطاربان، بعد از باران، نیمه اقرار اشاره کرد.